# Huvudstadstriangeln
Huvudstadstriangeln, Nordiska triangeln eller Skandinaviska triangeln är en triangel vars hörn utgörs av de skandinaviska huvudstäderna Stockholm, Oslo och Köpenhamn.
Begreppet används för flyglinjerna som sammanbinder de tre skandinaviska huvudstäderna Köpenhamn, Oslo och Stockholm.
En liknande beteckning, Nordiska triangeln, används om dessa sträckor för tåg, järnväg och vägar. Vägtriangeln utgörs av vägarna E4, E6, E18 och E20. Sträckorna mellan Stockholm och Köpenhamn samt mellan Köpenhamn och Oslo utgörs av motorvägar. Sträckan mellan Stockholm och Oslo utgörs delvis av motorväg. Avstånden och körtiderna (520-650 km, cirka 6-7 timmar med bil, 5½-8 timmar med tåg) gör dock flyg populärt.